# Dodge Magnum
El Dodge Magnum ha sido utilizado en diferentes versiones. La más reciente fue una Ranchera introducida en 2005 y producido hasta 2008. Este automóvil fue el que utilizó por primera vez la plataforma LX de Chrysler, compartiéndola con el Chrysler 300C y el Dodge Charger (LX). Este es uno de los automóviles más odiados en el mercado estadounidense[cita requerida], Debido a que el diseño exterior no es nada atractivo y por su costoso precio. La plataforma LX se produce en la factoría de Brampton Assembly, cerca de Toronto de Canadá.
En Chile es muy común que este vehículo sea transformado y utilizado como coche fúnebre.

## Primera generación (1978-1979]

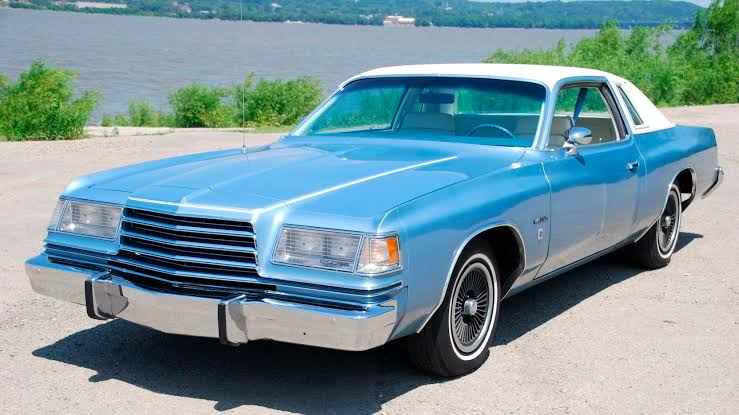
Dodge Magnum de 1978 y 1979

El nuevo Magnum fue el que sustituyó al Dodge Charger debido a que ya no tenía mucha forma aerodinámica. Así fue como nació el Magnum que fue el que representó a Chrysler en las carreras NASCAR. El Magnum estaba bien equipado con dirección asistida, frenos y asientos cómodos y barras estabilizadoras traseras entre otras cosas. El motor era el 318 V8. El Magnum fue sustituido por el Dodge Mirada que era un automóvil más pequeño, era una reedición del Chrysler Córdoba.

## Segunda generación (1981-1982) en México

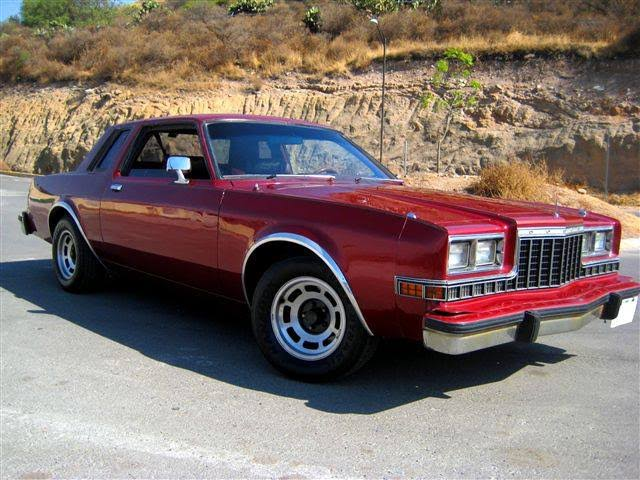
Dodge Magnum de 1982 y 1981

En 1980, Chrysler de México creó un reemplazo para el Valiant Volare Super Bee, que fue el último Muscle Car mexicano junto con el Chevrolet Monte Carlo.
Tomando la base del Dodge Dart de Plataforma M, este auto contaba con un motor V8 360ci (5.9 L) que generaba 210 CV (156 kW) y 393 Nm (290 lb/pie).

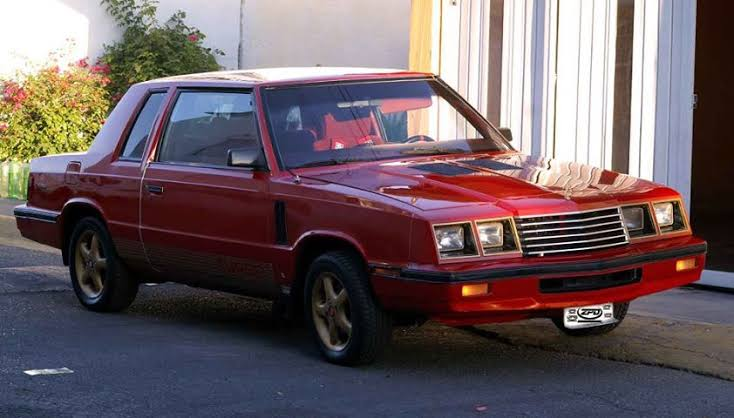
Dodge Magnum de 1982

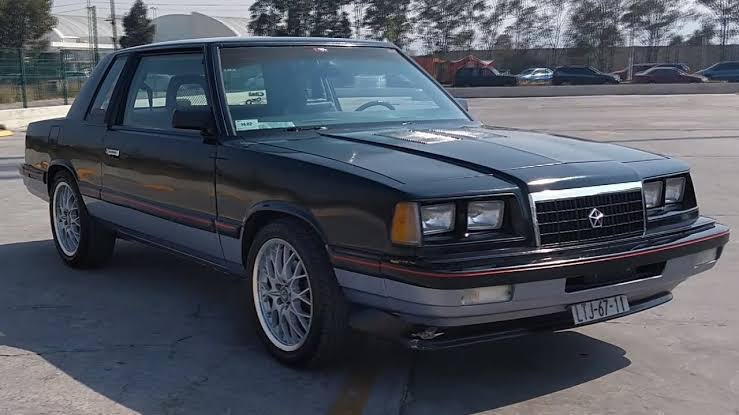
Dodge Magnum de 1988

En 1982, finalizó la producción de este auto, para ser reemplazado en ese mismo año, En 1982 por el Dodge Aries llamado en México Dodge Dart (Pero en su versión deportiva Dodge 400) de la Plataforma K, que era bastante diferente al del año anterior, ya que contaba con un 4 cilindros de 2.5 L turbo, con tracción delantera, que generaba 140 CV (104 kW).

## Tercera generación (2005-2008)
El nombre de Magnum fue revivido en un automóvil de la plataforma Lx de Chrysler en el año de 2005. El nuevo Magnum era una versión vagoneta del Chrysler 300C con pequeños cambios. Fue construido en Canadá.

### Motores
Los motores disponibles para el Magnum fueron V6 2.7 L, V6 3.5 L y el legendario Hemi V8 5.7 L.

## SRT
El magnum SRT fue estrenado en el año de 2006, al igual que el 300, el magnum utilizó el motor de 6.1 L Hemi que produce 425 CV. El SRT fue declarado el Mejor Muscle Car Moderno en un concurso de automóviles en Canadá.

## Cancelación
El primero de noviembre de 2007, Chrysler anuncia que debido a su reestructuración, El Dodge Magnum sería uno a descontinuar a partir de 2008. Después fue reemplazado por la Journey.
- Datos: Q1234289
- Multimedia: Dodge Magnum / Q1234289